# Halina Herrmann
Halina Sylwia Herrmann (geb. Richter, nach ihrer ersten Heirat Górecka; * 4. Februar 1938 in Königshütte, Autonome Woiwodschaft Schlesien) ist eine ehemalige polnisch-deutsche Leichtathletin und Olympiasiegerin.

## Leben
An Olympischen Spielen nahm sie erstmals 1956 in Melbourne teil. Dort scheiterte sie jedoch im 100-Meter-Lauf und mit der 4-mal-100-Meter-Staffel jeweils in der Vorrunde. Erfolgreicher verliefen für sie die Olympischen Spiele 1960 in Rom. Die polnische Staffel gewann in der Aufstellung Teresa Wieczorek, Barbara Janiszewska, Celina Jesionowska und Halina Richter die Bronzemedaille hinter den Mannschaften der Vereinigten Staaten und Deutschlands. Im 100- und 200-Meter-Lauf verpasste sie dagegen den Finaleinzug.
Nach ihrer ersten Heirat trat Halina Richter als Halina Górecka an. Ihre erfolgreichste Saison hatte sie 1964. Sie wurde polnische Meisterin über 100 und 200 Meter. Bei den Olympischen Spielen 1964 in Tokio erlebte sie den Höhepunkt ihrer Laufbahn. Die polnische 4-mal-100-Meter-Staffel holte in der Aufstellung Teresa Ciepły (Wieczorek), Irena Kirszenstein, Halina Górecka und Ewa Kłobukowska den Titel in der Weltrekordzeit von 43,6 s. Im 100-Meter-Lauf belegte Górecka in 11,8 s den siebten Rang.
1965 setzte sie sich während eines Länderkampfs gegen Deutschland in Dortmund von der polnischen Mannschaft ab und fand Unterschlupf bei ihrem Jugendfreund Reinhold Herrmann, den sie im folgenden Jahr heiratete. Bei den Olympischen Spielen 1968 in Mexiko-Stadt trat Górecka unter dem Namen Herrmann für die Bundesrepublik Deutschland an. Sie startete im 100- und 200-Meter-Lauf, schied jedoch jeweils in der Vorrunde aus.
Halina Herrmann ist 1,67 m groß und hatte ein Wettkampfgewicht von 57 kg. Sie startete für die Leichtathletikabteilungen des AKS Chorzów (1953–1959) und von Górnik Zabrze (1960–1964) sowie für den ASV Köln (ab 1965).
Sie ließ sich in Rösrath bei Köln nieder. 2012 wurde bei einem Einbruch in ihre Wohnung unter anderem ihre Goldmedaille entwendet.
2014 besuchte sie zum ersten Mal seit ihrer Flucht 49 Jahre zuvor wieder Polen.